# 高爾鎮區 (愛荷華州錫達縣)
高爾鎮區（英語：Gower Township）是位於美國愛荷華州錫達縣的一個行政鎮區。

## 地方資料
根據2010年美國人口普查的數據，高爾鎮區的面積為89.94平方千米，當中陸地面積為89.27平方千米，而水域面積為0.67平方千米。當地共有人口528人，而人口密度為每平方千米5.87人。